# Yokuts Valley
Yokuts Valley (anteriormente, Squaw Valley y Squawvalley) es un lugar designado por el censo (CDP por sus siglas en inglés) localizado en el condado de Fresno, California en los Estados Unidos. En el censo de 2000, el CDP tenía una población total de 2,691. A pesar del nombre similar, no es la ubicación del Squaw Valley Ski Resort o de los Juegos Olímpicos de Squaw Valley 1960. Yokuts Valley está localizado a 9 millas (14 km) norte-noreste de Orange Cove y a 30 millas (48,3 km) al este de Fresno, a una elevación de 1631 pies (497 m).

## Geografía
Según el United States Census Bureau, el CDP tiene un área total de 56.8 millas cuadradass (147.0 km²), de la cual, 56.7 millas cuadradas (146.7 km²) es tierra y 0.1 millas cuadradas (0.2 km²) es agua.  El área total de 0.14% corresponde a agua.

## Historia
La primera oficina postal que abrió en Squaw Valley fue en 1879. El nombre fue cambiado a Squawvalley en 1895, mientras que la oficina postal fue cerrada en 1918. La oficina postal volvió a abrir en 1923, y el nombre cambió otra vez a Squaw Valley en 1932, y cerrada otra vez en 1945. La oficina postal abrió otra vez en 1960. El enero de 2023, la Junta de Nombres Geográficos de los Estados Unidos oficialmente cambió el nombre de la comunidad a "Yokuts Valley".

## Demografía
En el censo de 2000, hubo 2,691 personas, 1,025 hogares, y 779 familias residiendo en el CDP.  La densidad poblacional era de 7.5 personas por milla cuadrada (18.3/km²).  Hubo 1,160 unidades habitacionales en una densidad de 20.5/sq mi (7.9/km²). La demografía del CDP era 88.33% blanca, 1.37% afrodescendiente, 2.38% nativos americanos, 0.56% asiáticos, 0.22% isleños del Pacífico, 4.83% de otras razas, y 2.30% de dos o más razas.  12.15% de la población era hispana o latina de cualquier raza.
El pib per cápita promedio del CDP era de $39,417, y para una familia de $47,739. La renta per cápita de los hombres era de $38,375 versus $27,850 para las mujeres. El pib per cápita para el CDP era de $20,719.  8.9% de la población y 2.6% de las familias estaban bajo el umbral de la pobreza.